# Antigua (Fuerteventura)
Antigua és un municipi situat gairebé al centre de l'illa de Fuerteventura, a les illes Canàries. Abans de la conquesta era una de les zones més poblades de l'illa. Després de l'arribada dels castellans a Fuerteventura es converteix en un important caseriu, arribant a ser seu del Partit Judicial (1834), encara que només per un any. Actualment té en la seva costa un dels més importants enclavaments turístics de l'illa: Caleta de Fuste.

## Llocs d'interès
- Torre de San Buenaventura a Caleta de Fuste:[1] declarat bé d'interès cultural
- Església de Nuestra Señora de Antigua
- Centre Turístic Cultural Molí d'Antigua: on s'exposa el treball dels artesans majoreros.
- Salines del Carmen: L'origen d'aquesta salina es remunten a 1800
- Paisatge Protegit del Malpaís Gran
- Poblat aborigen de la Atalayita
- Monument Natural de Cuchillos de Vigán
- Monument Natural de Caldera de Gairía